# Старший адвокат Нигерии
Старший адвокат Нигерии (САН) — титул, получаемый юристами-практиками в Нигерии, которые отличились в юридической профессии и прожили в Нигерии не менее 10 лет. Этот титул — аналог звания королевского адвоката в Соединённом Королевстве (Нигерия была колонией Великобритании, независимость страна приобрела в 1960 году). Некоторые страны используют аналогичные обозначения, такие как старший юрисконсульт, государственный советник, старший адвокат и адвокат президента.
Титул был впервые присвоен 3 апреля 1975 года. Получателями были Фредерик Ротими Аладе Уильям, Адетокунбо Адемола и доктор Набо Грэм-Дуглас. По состоянию на 7 июля 2011 года, 344 адвоката стали старшими адвокатами Нигерии.
Выдача титула производится в соответствии с Законом о юридической практике 207 Секции 5 (1) Комитетом по правоприменительной практике, возглавляемым главным судьей (в качестве председателя) и состоящим из генерального прокурора, одного судьи Верховного суда (выбирается главным судьей и генеральным прокурором сроком на два года, возобновляется только один раз), председателя Апелляционного суда, пятью главных судей государства, главного судьи Федерального высшего суда и пяти практикующих юристов, которые являются старшими адвокатами Нигерии.